# Mario Ford
Mario Locksley Ford (sinh ngày 26 tháng 6 năm 1958) là 1 cựu vận động viên cricket người Bahamas. Ford là 1 left-handed batsman và ném kiểu right-arm medium pace. Anh đã chơi cho Bahamas tổng cộng 24 trận.
Ford chơi trận đầu tiên cho Bahamas tại giải 2004 Americas Affiliates Championship với đội Turks and Caicos Islands.	
Ford thi đấu trận Twenty20 đầu tiên khi đối đầu với Cayman Islands ở vòng 1 giải 2006 Stanford 20/20. Anh ghi được 25 runs trong 14 balls. Ford chơi trận Twenty20 thứ 2 và cũng là cuối cùng cho Bahamas tại vòng 1 giải 2008 Stanford 20/20 đối đầu với Jamaica. Anh đã ghi được 8 runs trong 8 balls trước khi bị loại bởi David Bernard
Ford đã thi đấu giải 2008 ICC World Cricket League Division Five. Anh thi đấu trận cuối cùng cho đội tuyển quốc gia khi chơi với đội Na Uy.  Ford đại diện Bahamas tham dự giải 2010 ICC Americas Championship Division 1.

## Liên kết khác
- Mario Ford at Cricinfo
- Mario Ford at CricketArchive